# Maréchal de Bretagne
L'office de maréchal de Bretagne est une fonction militaire. Celui qui en a la charge a la responsabilité du maintien de l'ordre lors des campagnes militaires. Il est également le chef suprême des armées (après son souverain).

## Liste des maréchaux de Bretagne
| Dates | Titulaire               | Duc                       | Notes | Blason |
| ----- | ----------------------- | ------------------------- | --- | ------ |
| 1235  | Normand de Québriac     | Pierre Mauclerc           | D'azur à trois fleur de lys d'argent. |        |
| 1273  | Pierre IV de Lohéac     | Jean Ier le Roux          | De vair plain. |        |
| 1318  | Olivier de la Chapelle  | Jean III le Bon           | De gueules, à la fasce d'hermines. |        |
| 1342  | Robert de Beaumanoir    | Charles de Blois          | D'azur, aux onze billettes d'argent, posés 4,3,4. |        |
| 1350  | Jean III de Beaumanoir  | Charles de Blois          | D'azur, aux onze billettes d'argent, posés 4,3,4. |        |
| 1365  | Robert De Neufville     | Jean IV le Conquéreur     | |        |
| 1373  | Adam Blakemore          | Jean IV le Conquéreur     | |        |
| 1379  | Amaury de Fontenay      | Exil de Jean IV           | D'argent, à trois jumelles de gueules mises en bande. |        |
| 1379  | Étienne Goyon           | Exil de Jean IV           | Écartelé ; aux I et IV d'argent au lion de gueules couronné d'or (Goyon) ; aux II et III d'or à deux fasces nouées de gueules, accompagnées de neuf merlettes de même en orle, 4. 2. 3 qui est Matignon.3 (sceau de 1448). |        |
| 1379  | Eustache de la Houssaye | Exil de Jean IV           | Échiqueté d'argent et d'azur de six traits. |        |
| 1379  | Geoffroi de Kerimel     | Exil de Jean IV           | D’argent à trois fasces de sable. |        |
| 1381  | Geoffroi de Kerimel     | Jean IV le Conquéreur     | D’argent à trois fasces de sable. |        |
| 1387  | Alain du Perrier        | Jean IV le Conquéreur     | D'azur à dix billettes d'or, quatre, trois, deux et un. |        |
| 1407  | Patry de Châteaugiron   | Jean V le Sage            | Vairé d'argent et d'azur, à la bande de gueules chargée de trois coquilles d'argent. | [ 2 ]  |
| 1412  | Armel de Châteaugiron   | Jean V le Sage            | Vairé d'argent et d'azur, à la bande de gueules chargée de trois coquilles d'argent. | [ 2 ]  |
| 1418  | Bertrand de Dinan       | Jean V le Sage            | |        |
| 1420  | Olivier de Blois        | Jean V le Sage            | |        |
| 1420  | Raoul de Coëtquen       | Jean V le Sage            | Bandé d'argent et de gueules. | [ 3 ]  |
| 1447  | Jean de Montauban       | François Ier le Bien-Aimé | |        |
| 1451  | Jean Raguenel           | Pierre II le Simple       | Écartelé d'argent et de sable, au lambel de l'un en l'autre. |        |
| 1474  | Jean IV de Rieux        | François II               | D'azur, à dix besants d'or, 4, 3, 2 et 1. |        |
| 1484  | François Ier d'Avaugour | François II               | Écartelé aux 1 et 4 d'hermine plein (Bretagne) aux 2 et 3 contre-écartelé a et d d'azur à trois fleurs-de-lis d'or (France) acc en chef d'un lambel d'argent b et c d'argent à une couleuvre ondoyante en pal d'azur engloutissant un enfant de carnation en fasce (Milan) Sur le tout d'argent au chef de gueules (Avaugour). |        |